# Trichoscypha ulugurensis
Trichoscypha ulugurensis là một loài thực vật có hoa trong họ Đào lộn hột. Loài này được Mildbr. miêu tả khoa học đầu tiên năm 1934.